# John Hendrie
John Grattan Hendrie (Lennoxtown, 24 ottobre 1963) è un ex calciatore e allenatore di calcio scozzese, di ruolo attaccante.

## Biografia
Suo figlio Luke è a sua volta un calciatore professionista.

## Carriera

### Club

#### Coventry City e prestito all'Hereford United
Hendrie si è unito al Coventry City nel 1981. Durante la sua permanenza al club è riuscito a totalizzare solamente 21 presenze in due anni, facendo molta fatica ad imporsi nella rosa titolare. Nel 1983 venne ceduto in prestito all'Hereford United, dove riuscirà a totalizzare solamente 6 presenze in una sola annata.

#### Bradford City
Nel 1984 venne ufficializzato il suo passaggio al Bradford City. Durante la sua prima stagione segnò nove reti in campionato, contribuendo alla vittoria del titolo di Third Division. La squadra, però, concluse in modo tragico quella stagione, assistendo ad uno dei disastri calcistici più gravi della storia del calcio, il Disastro di Bradford.

#### Newcastle United e Leeds United
Nell'estate del 1988 venne ceduto per un totale di £ 500.000 al Newcastle United. Durante la sua permanenza ai Magpies non riuscirà ad adattarsi agli schemi del tecnico, venendo più volte relegato in panchina. Tuttavia, concluse la stagione 1988-1989 con 34 gare disputate in campionato e solo quattro reti. Successivamente, è passato al Leeds United nell'estate 1989: rimarrà per una sola annata ai Whites, mettendo a referto cinque reti in 27 presenze.

#### Middlesbrough
Nel 1990 venne acquistato dal Middlesbrough, dove gli venne affidato il ruolo di attaccante di profondità. Grazie al suo contributo, la squadra riuscì a conquistare la promozione in Premier League nel 1992. La promozione venne assicurata grazie ad una sua tripletta ai danni del Blackburn Rovers. Nel 1995 divenne addirittura il capocannoniere della squadra, portandola inoltre alla vittoria del titolo.

#### Barnsley
Nel 1996 si unì al Barnsley, militante in Second Division. Ancora una volta, Hendrie ha contribuito alla promozione della sua squadra in First Division. Tuttavia, la stagione dopo il Barnsley si vide nuovamente retrocesso in Second Division e, con l'esonero di Danny Wilson, si vide costretto a prendere la guida della squadra. Venne esonerato dopo appena una stagione a causa del mancato raggiungimento dei play-off per la promozione.

## Palmarès
- Third Division: 1

Bradford City: 1984-1985
- Campionato inglese di seconda divisione: 2

Leeds United: 1989-1990
Middlesbrough: 1994-1995